# Blanco aéreo no tripulado

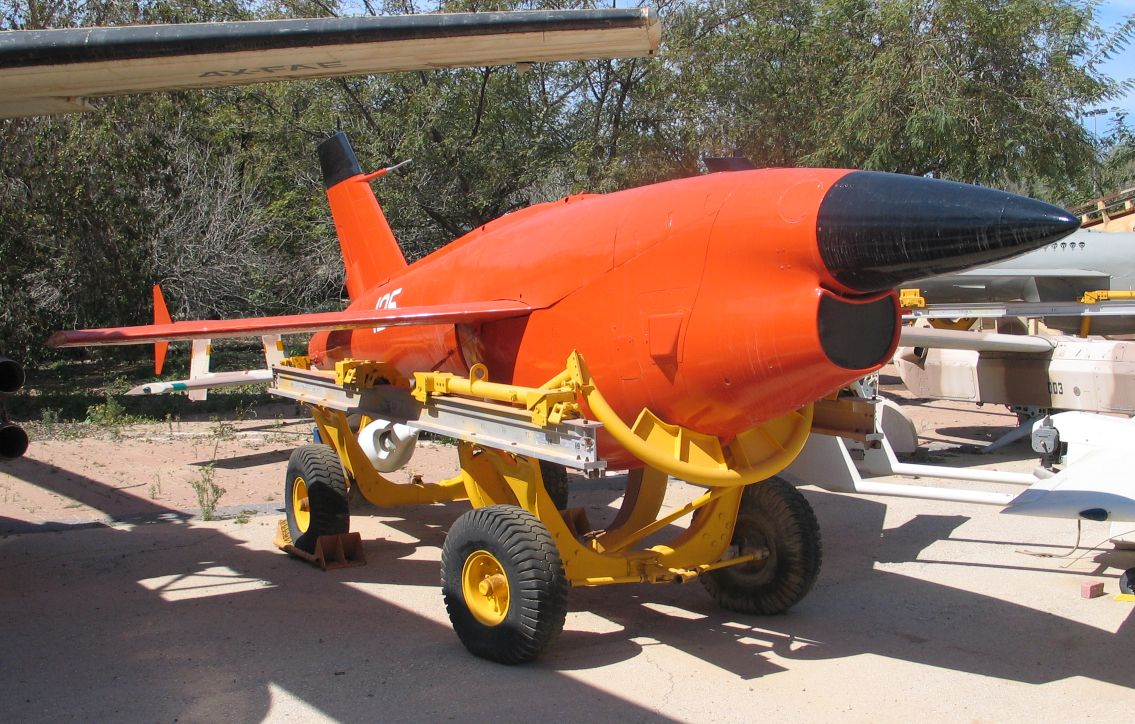
Dron a reacción Ryan BQM-34 Firebee, usado como blanco aéreo no tripulado.

Un blanco aéreo no tripulado es un vehículo aéreo no tripulado, generalmente controlado remotamente, y usado generalmente para el entrenamiento de personal de defensa antiaérea.
Uno de los primeros drones fue el británico DH.82 Queen Bee, una versión del entrenador Tiger Moth, operativo desde 1935.
En su forma más simple, los blancos aéreos no tripulados recuerdan a maquetas de aviones radio controladas. Los drones más modernos pueden usar contramedidas, radar, y sistemas similares para imitar a aviones tripulados.
Otros drones avanzados se fabricaron a partir de antiguos misiles con sus cabezas de guerra desmontadas.
En el Reino Unido, aviones obsoletos a hélice y de reacción de la Real Fuerza Aérea y la Marina Real británicas (como los Fairey Firefly, Gloster Meteor y de Havilland Sea Vixen usados en RAE Llanbedr entre los años 50 y 90 del siglo pasado) también han sido modificados como drones controlados remotamente, pero estas modificaciones resultan muy costosas. Con un presupuesto mucho mayor, las fuerzas armadas estadounidenses han sido más propensas a convertir aviones retirados o de versiones antiguas de aviones en activo (como los QF-4 Phantom II y QF-16 Fighting Falcon) en blancos aéreos pilotados remotamente para que la Fuerza Aérea, la Armada y el Cuerpo de Marines estadounidenses los usen como Blancos Aéreos de Tamaño Real.

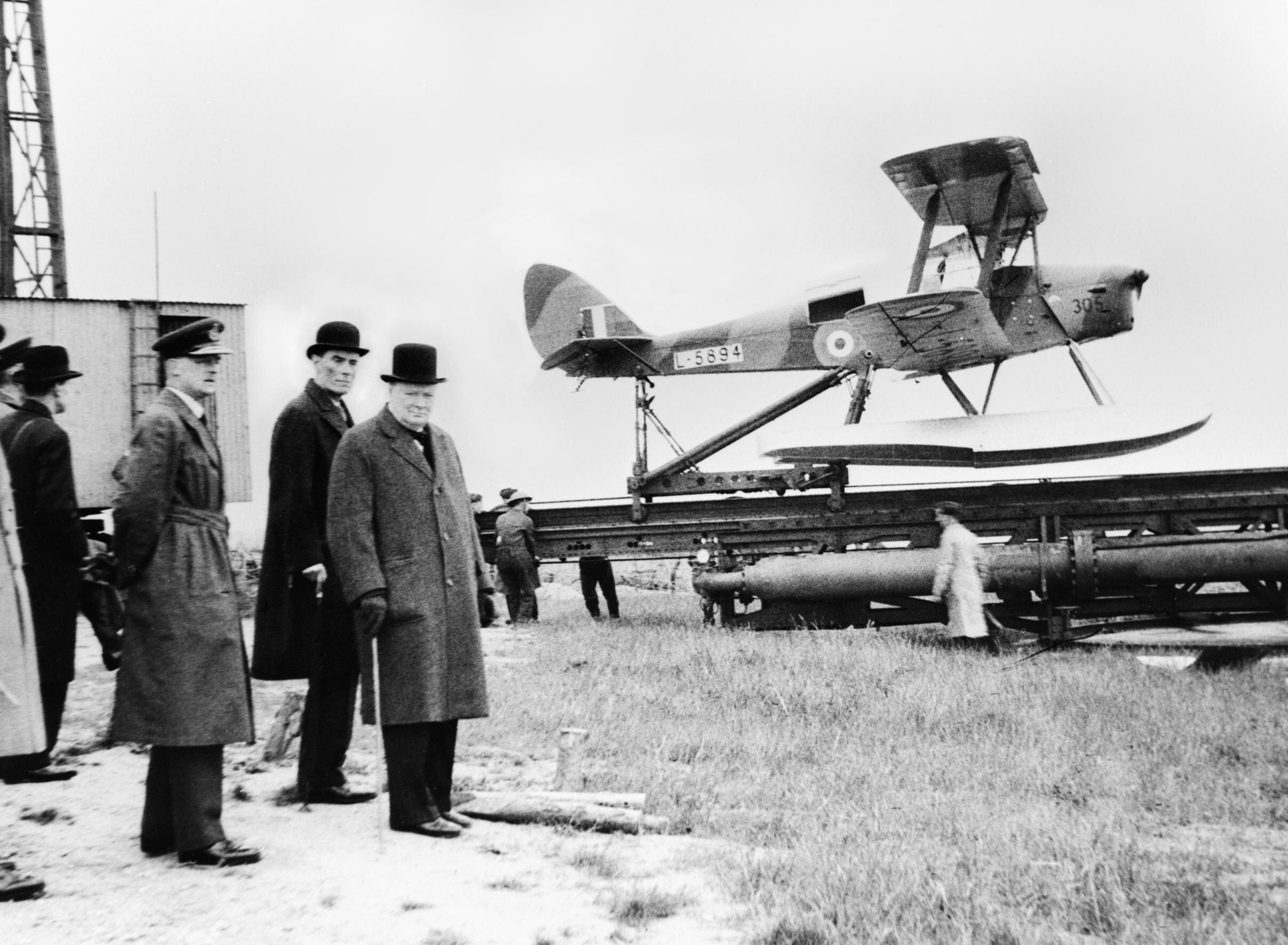
Winston Churchill y el Secretario de Estado para la Guerra esperando para ver el lanzamiento de un blanco aéreo no tripulado radio controlado de Havilland Queen Bee, 6 de junio de 1941.

## Lista de blancos aéreos no tripulados

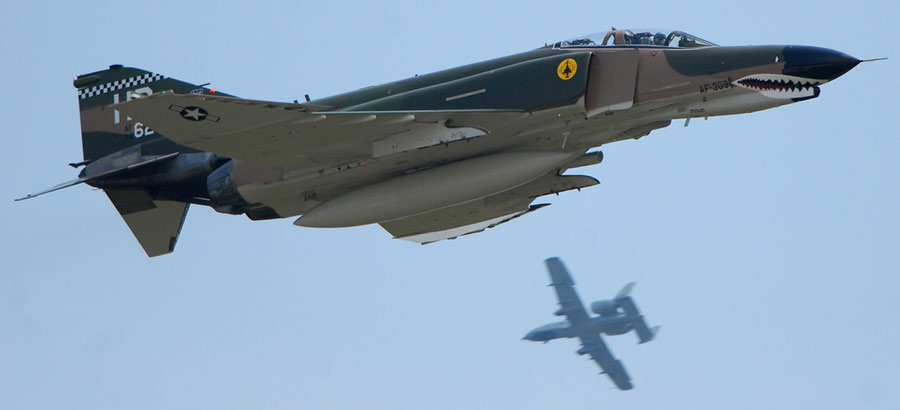
QF-4E del destacamento del 82d Aerial Targets Squadron en la Holloman AFB, volando pilotado en la exhibición aérea en la McGuire AFB en mayo de 2007 con un A-10A al fondo.

- Airspeed Queen Wasp
- Curtiss Queen Seamew
- de Havilland Queen Bee
- Denel Dynamics Skua
- DRDO Lakshya
- DRDO Abhyas
- INTA Diana
- INTA ALBA
- Meggitt Banshee[5]
- Fairey Queen
- GAF Jindivik
- GAF Turana
- Miles Queen Martinet
- TAI Şimşek
- Lockheed AQM-60 Kingfisher
- de Havilland Vampire
- QB-17 Flying Fortress
- QT-33 Shooting Star
- QB-47 Stratojet
- BQM-34 Firebee
- BQM-74 Chukar
- Nord CT41
- QF-86 Sabre
- QF-100 Super Sabre
- QF-102 and PQM-102 Delta Dart
- QF-106 Delta Dart
- QF-4 Phantom II
- QF-16 Fighting Falcon
- QF-9 Cougar
- Karrar (UCAV)
- SCR SCRAB